# Дюбови, Джош
Джош Джеймс Дюбови (англ. Josh James Dubovie, род. 27 ноября 1990, Лэйндон, Великобритания) — британский певец. Представлял Великобританию на конкурсе песни Евровидение 2010 в Осло, заняв в финале последнее место с песней «That Sounds Good To Me» (Мне приятно это слышать).

## Биография

### Ранние годы
Джош родился в Лэйндоне и уже в возрасте 9 лет вступил в театральную студию StageAbility. В 15 лет сыграл роль Анжольраса в школьной постановке по роману Виктора Гюго «Отверженные». Для этой роли он занимался с преподавателем по вокалу, поскольку ранее не имел опыта в пении. Джош посещал школу Billericay, где учился по направлению Музыка, драматическое искусство и английская литература. В 2008 году он выиграл соревнование Blue Idol, а также Voice of St. Lukes и Billericay’s Got Talent. До прослушивания на «Your Country Needs You» (Ваша страна нуждается в Вас), отборочного тура на Евровидение в Великобритании, Джош претендовал на роль Фредди Маклейра в телесериале «Молокососы», которая, однако, досталась Люку Паскуалино. Дюбови принимал также участие в кастингах на конкурсы The X Factor и Britain’s Got Talent, однако не смог туда пройти.
Когда Джош окончил школу, его отец решил стать его менеджером и сейчас занимается профессиональной деятельностью Джоша. Его агентом является Энн Салливан, жена основателя StageAbility Гэри Салливана.

### Евровидение
12 марта 2010 года Джош Дюбови выиграл отборочный тур на Евровидение в Великобритании «Your Country Needs You» с песней «That Sounds Good To Me». Он сказал: «В ту минуту, когда я слышал эту песню, я думал, что она определенно выиграет. Я так счастлив, что буду петь её в Осло. Я действительно верю, что смогу продолжить и выиграть для нас Евровидение». После выступления Пит Уотерман, один из авторов песни, охарактеризовал его голос как совершенный, однако посоветовал вложить больше эмоций в танец.
Поскольку Джош представлял страну «большой четверки», он автоматически вышел в финал Евровидения, который прошёл 29 мая 2010 года. Его выступление было 12-м по счету из 25. Дюбови занял последнее место, набрав всего 10 очков. Это был третий случай в истории Великобритании на конкурсе Евровидение и второй худший результат. 30 мая его песня достигла 179 номера в чартах Великобритании.
Джош получил очки от следующих стран: 1 очко от Албании, 2 — от Азербайджана, 3 — от Грузии и 4 — от Ирландии. Отец и менеджер Джоша, Ричард Дюбови, заявил, что было бы несправедливо считать Джоша проигравшим, и что всё равно он восхищён им, даже если тот занял последнее место.

### 2010: После Евровидения
В своём первом интервью после Евровидения Джош признался, что он хотел бы сделать карьеру телеведущего.

## Дискография
- 2010: «That Sounds Good To Me»